# قهرمان رمانتیک

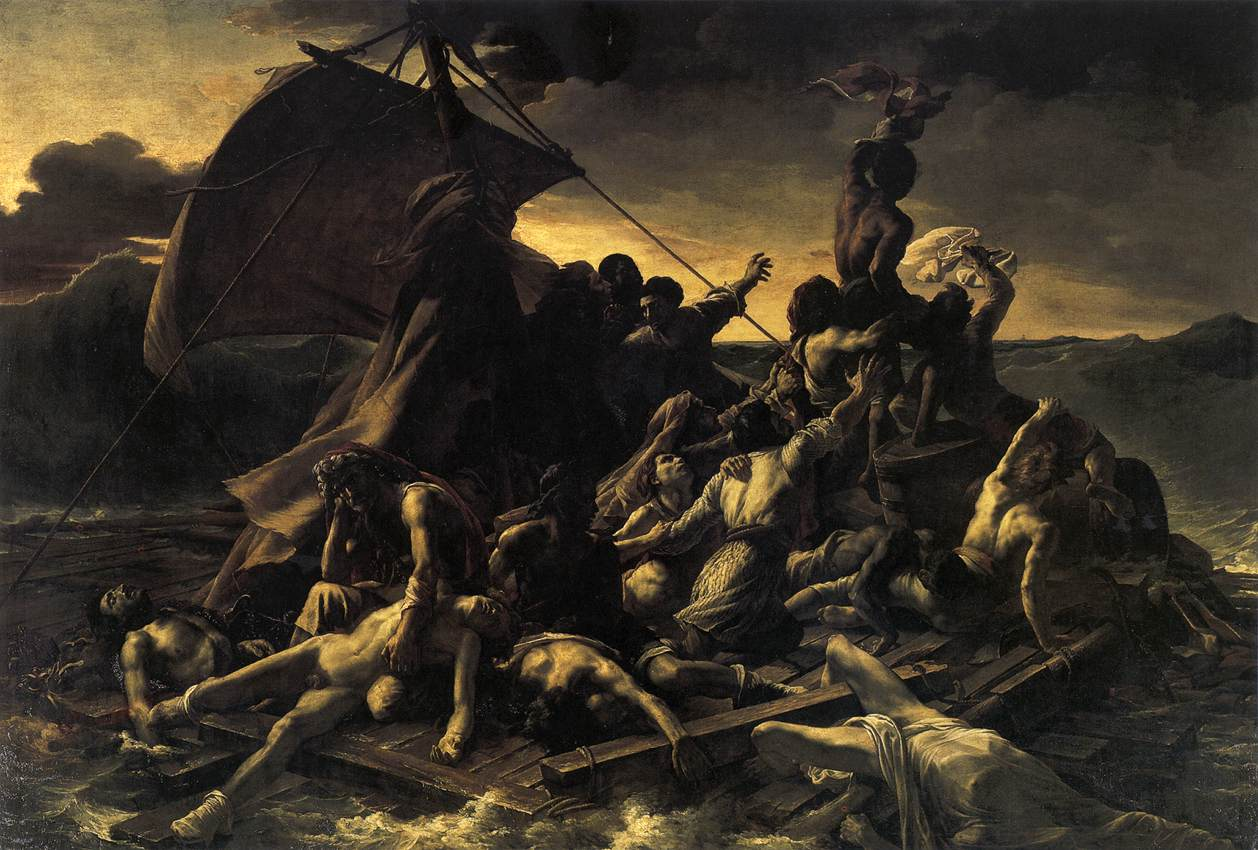

قهرمان رمانتیک یا قهرمان عاشقانه یک کهن الگوی ادبی است که به شخصیتی اشاره می‌کند که هنجارها و قراردادهای مقرر را رد می‌کند، توسط جامعه رد شده‌است و خود در مرکز وجود خود قرار دارد. قهرمان رمانتیک غالباً در یک اثر ادبی قهرمان داستان است و تمرکز اصلی بیشتر بر افکار این شخصیت است تا اعمال او.

## مشخصات
منتقد ادبی نورتروپ فرای خاطرنشان کرد که قهرمان رمانتیک اغلب «خارج از ساختار تمدن قرار می‌گیرد و بنابراین نمایانگر نیروی ماهیت فیزیکی، غیراخلاقی یا ستمگر است، اما با احساس قدرت و توانایی رهبری، جامعه با رد خود بی نیرو کرده‌است». از دیگر ویژگی‌های قهرمان رمانتیک می‌توان به درون نگری، پیروزی فرد نسبت به «محدودیت‌های قراردادهای الهیاتی و اجتماعی»، سرگردانی، مالیخولیا، ناهنجاری، بیگانگی و انزوا اشاره کرد. با این حال، یکی دیگر از ویژگی‌های رایج قهرمان رمانتیک، پشیمانی از عملکرد آنها و خود منتقدی است که غالباً منجر به بشر دوستی می‌شود، که منجر به توقف شخصیت از پایان عاشقانه می‌شود.
این قهرمان رمانتیک که معمولاً از خانواده بیولوژیک واقع گرایانه خود و دور از زندگی بیولوژیکی دور است و یک زندگی روستایی و تنها را در پیش دارد، ممکن است یک عشق عاشقانه طولانی مدت داشته باشد، وی قربانی تمایلات سرکش قهرمان شود، و سرنوشت آنها برای چندین دهه در هم تنیده‌است، گاهی اوقات از جوانان خود را به مرگ. (به تاتیانا لارینا، الیزابت بنت، اوژنی گرانده و دیگران مراجعه کنید)

## تاریخ
قهرمان رمانتیک اولین بار در ادبیات در دوره رمانتیک، در آثاری از نویسندگان مانند بایرون، کیتس، گوته و پوشکین ظاهر شد و تا حدی به عنوان پاسخی به انقلاب فرانسه دیده می‌شود. همان‌طور که ناپلئون، «مدل زنده یک قهرمان» برای بسیاری ناامید کننده شد، مفهوم معمولی قهرمان به عنوان حمایت از نظم اجتماعی به چالش کشیده شد.

## مثال‌ها
نمونه‌های ادبی کلاسیک قهرمان رمانتیک عبارتند از:
- کاپیتان آهاب از رمان هرمانی ملویل، موبی دیک[۵]
- شخصیت تیتراژ در شعر ساموئل تیلور کلریج، The Rime of the Ancient Mariner
- آندری بولکونسکی در رمان لئو تولستوی، جنگ و صلح[۶]
- پونی بوی کورتیس در رمان Outsiders The سوزان الیوز هینتون ,
- ادموند دانتس در رمان ماجراجویی اکساندر دوما، کنت مونت کریستو
- آقای دارسی در رمان جین آستین، غرور و تعصب[۷]
- ویکتور فرانکشتاین در رمان مری شلی، فرانکشتاین
- شخصیت‌های تیتراژ در شعرهای داستانی لرد بایرون دون خوان[۸] و زیارت چایلد هارولد[۹]
- گوینپلاین در رمان ویکتور هوگو، مردی که می‌خندد
- «هاوکی» (ناتی بامپو) در داستان‌های رمان‌های تاریخی جیمز فنیمور کوپر در داستان‌های چرمی
- فیلیپ مارلو در هفت رمان ریموند چندلر دربارهٔ کارآگاه لس آنجلس[۱۰]
- شخصیت تیتراژ رمان پوشکین در شعر، یوجین اونگین
- هستر پرین در رمان ناتانیل هاوتورن، نامه قرمز (اسکارلت)
- شخصیت تیتراژ رمان فرانسوا-رنه شاتوبریاند، رنه[۱۱]
- ورتر در رمان نامه نگاری، آزادانه زندگی‌نامه ای گوته، غم و اندوه ورتر جوان[۱۲]
- فاوست در فاوست گوته
- آقای گای مورویل در رمان وارث گل سرخ نوشته شارلوت مری یونگ (۱۸۵۳)